# Listă de filme britanice din 2017
Aceasta este o listă de filme britanice din 2017:

## Lista

### Ianuarie – martie
| Premiera          | Premiera | Titlu                   | Distribuție și echipa de producție | Detailii | Genre(s)                      | Ref.   |
| ----------------- | -------- | ----------------------- | --- | --- | ----------------------------- | ------ |
| I A N U A R I E   | 1        | Sleep Has Her House     | Regizor: Scott Barley | Tao Films | Experimental                  | [ 1 ]  |
| I A N U A R I E   | 2        | The Sense of an Ending  | Regizor: Ritesh Batra Cast: Jim Broadbent, Charlotte Rampling, Billy Howle, Freya Mavor, Harriet Walter, Emily Mortimer, Michelle Dockery | StudioCanal Based on The Sense of an Ending by Julian Barnes (Co-produced by United States)                                               | Mystery drama                 | [ 2 ]  |
| I A N U A R I E   | 14       | The Hippopotamus        | Regizor: John Jencks Cast: Roger Allam, Rod Glenn, Andrew Alexander, Russell Tovey, Paul Bown, Emily Berrington                           | Lightyear Entertainment Based on The Hippopotamus by Stephen Fry                                                                          | Comedy                        | [ 3 ]  |
| I A N U A R I E   | 20       | The Discovery           | Regizor: Charlie McDowell Cast: Jason Segel, Rooney Mara, Jesse Plemons, Riley Keough, Robert Redford                                     | Netflix (Co-produced by United States) | Science-fiction romance       | [ 4 ]  |
| I A N U A R I E   | 21       | Wind River              | Regizor: Taylor Sheridan Cast: Jeremy Renner, Elizabeth Olsen, Graham Greene, Kelsey Asbille, Gil Birmingham                              | STX International Sony Pictures Home Entertainment (Co-produced by France and United States)                                              | Neo-Western Murder mystery    | [ 5 ]  |
| I A N U A R I E   | 22       | T2 Trainspotting        | Regizor: Danny Boyle Cast: Ewan McGregor, Ewen Bremner, Jonny Lee Miller, Robert Carlyle                                                  | TriStar Pictures Loosely based on Porno by Irvine Welsh Sequel to Trainspotting                                                           | Crime Comedy-drama            | [ 6 ]  |
| I A N U A R I E   | 23       | God's Own Country       | Regizor: Francis Lee Cast: Josh O'Connor, Alec Secareanu, Ian Hart, Gemma Jones                                                           | Picturehouse Entertainment | Drama                         | [ 7 ]  |
| I A N U A R I E   | 27       | iBoy                    | Regizor: Adam Randall Cast: Bill Milner, Maisie Williams, Miranda Richardson, Rory Kinnear                                                | Netflix Based on iBoy by Kevin Brooks | Science-fiction Teen thriller | [ 8 ]  |
| I A N U A R I E   | 29       | Daphne                  | Regizor: Peter Mackie Burns Cast: Emily Beecham, Geraldine James, Nathaniel Martello-White, Osy Ikhile, Sinead Matthews, Stuart McQuarrie | Altitude Film Entertainment | Drama                         | [ 9 ]  |
| I A N U A R I E   | 29       | Mansfield 66/67         | Regizor: P. David Ebersole, Todd Hughes                                                                                                   | Peccadillo Pictures (Co-produced by United States)                                                                                        | Documentary                   | [ 10 ] |
| F E B R U A R I E | 11       | Butterfly Kisses        | Regizor: Rafael Kapelinski Cast: Theo Stevenson, Thomas Turgoose, Elliot Cowan, Rosie Day, Charlotte Beaumont, Honor Kneafsey             | Flix Premiere (Co-produced by Poland) | Drama                         | [ 11 ] |
| F E B R U A R I E | 11       | Final Portrait          | Regizor: Stanley Tucci Cast: Geoffrey Rush, Armie Hammer, Clémence Poésy, Tony Shalhoub, James Faulkner, Sylvie Testud                    | Vertigo Releasing (Co-produced by United States)                                                                                          | Drama                         | [ 12 ] |
| F E B R U A R I E | 12       | Viceroy's House         | Regizor: Gurinder Chadha Cast: Hugh Bonneville, Gillian Anderson, Manish Dayal, Huma Qureshi, David Hayman, Michael Gambon                | 20th Century Fox Based on the life of Lord Louis Mountbatten, and the Partition of India (Co-produced by India)                           | Historical drama              | [ 13 ] |
| F E B R U A R I E | 13       | The Party               | Regizor: Sally Potter Cast: Patricia Clarkson, Bruno Ganz, Emily Mortimer, Cillian Murphy, Kristin Scott Thomas, Timothy Spall            | Picturehouse Entertainment | Black comedy                  | [ 14 ] |
| F E B R U A R I E | 24       | Division 19             | Regizor: S. A. Halewood Cast: Linus Roache, Lotte Verbeek, Clarke Peters, Jamie Draven, Alison Doody                                      | Picturehouse Entertainment (Co-produced by United States)                                                                                 | Political thriller            | [ 15 ] |
| F E B R U A R I E | 24       | Waiting for You         | Regizor: Charles Garrad Cast: Colin Morgan, Fanny Ardant, Audrey Basten, Abdelkrim Bahloul                                                | (Co-produced by France) | Drama                         | [ 16 ] |
| F E B R U A R I E | 26       | Mad to Be Normal        | Regizor: Robert Mullan Cast: David Tennant, Elisabeth Moss, Gabriel Byrne, Michael Gambon, David Bamber, Olivia Poulet, Trevor White      | GSP Studios International Based on the life of R. D. Laing                                                                                | Biographical drama            | [ 17 ] |
| M A R C H         | 1        | Don't Take Me Home      | Regizor: Jonny Owen Cast: Gareth Bale, Chris Coleman, Aaron Ramsey, Gary Speed (archive footage), Ashley Williams                         | Spirit Entertainment National Amusements UK Ltd                                                                                           | Documentary                   | [ 18 ] |
| M A R C H         | 8        | The Zookeeper's Wife    | Regizor: Niki Caro Cast: Jessica Chastain, Johan Heldenbergh, Daniel Brühl                                                                | Focus Features Based on the lives of Jan and Antonina Żabiński, and The Zookeeper's Wife by Diane Ackerman (Co-produced by United States) | War drama                     | [ 19 ] |
| M A R C H         | 10       | The Time of Their Lives | Regizor: Roger Goldby Cast: Joan Collins, Pauline Collins, Franco Nero, Ronald Pickup                                                     | Vertigo Films | Road comedy                   | [ 20 ] |
| M A R C H         | 11       | Baby Driver             | Regizor: Edgar Wright Cast: Ansel Elgort, Kevin Spacey, Lily James, Eiza González, Jon Hamm, Jamie Foxx, Jon Bernthal                     | Sony Pictures Releasing (Co-produced by United States)                                                                                    | Musical Action Crime          | [ 21 ] |
| M A R C H         | 16       | Another Mother's Son    | Regizor: Christopher Menaul Cast: Jenny Seagrove, Julian Kostov, Ronan Keating, John Hannah, Amanda Abbington                             | Vertigo Films Based on the life of Louisa Gould                                                                                           | War drama                     | [ 22 ] |
| M A R C H         | 31       | Finding Fatimah         | Regizor: Oz Arshad Cast: Danny Ashok, Asmara Gabrielle, Nina Wadia, Wahab Sheikh, Mandeep Dhillon                                         | Icon Film Distribution Penny Appeal | Romantic comedy               | [ 23 ] |

### Aprilie – iunie
| Premiera      | Premiera | Titlu                            | Distribuție și echipa de producție | Detailii | Genre(s)                        | Ref.   |
| ------------- | -------- | -------------------------------- | --- | --- | ------------------------------- | ------ |
| A P R I L I E | 21       | The Dig                          | Directors: Andy Tohill and Ryan Tohill Cast: Moe Dunford, Francis Magee, Emily Taaffe, Lorcan Cranitch                                  | XYZ Films (Co-produced by Ireland) | Drama                           | [ 24 ] |
| A P R I L I E | 22       | The Trip to Spain                | Regizor: Michael Winterbottom Cast: Steve Coogan, Rob Brydon, Claire Keelan, Marta Barrio, Kyle Soller                                  | IFC Films Based on The Trip | Comedy                          | [ 25 ] |
| A P R I L I E | 25       | Churchill                        | Regizor: Jonathan Teplitzky Cast: Brian Cox, Miranda Richardson, John Slattery, Julian Wadham, Richard Durden, Ella Purnell             | Cohen Media Group Based on the life of Sir Winston Churchill                                                                                             | Historical war drama            | [ 26 ] |
| M A Y         | 5        | Unlocked                         | Directors: Michael Apted Cast: Noomi Rapace, Orlando Bloom, Toni Collette, John Malkovich, Michael Douglas                              | Lionsgate (Co-produced by United States) | Thriller                        |        |
| M A Y         | 8        | King Arthur: Legend of the Sword | Directors: Guy Ritchie Cast: Charlie Hunnam, Àstrid Bergès-Frisbey, Djimon Hounsou, Aidan Gillen, Jude Law, Eric Bana                   | Warner Bros. Pictures Inspired by Arthurian legends (Co-produced by Australia and United States)                                                         | Epic fantasy                    | [ 27 ] |
| M A Y         | 11       | Interlude in Prague              | Directors: John Stephenson Cast: Aneurin Barnard, James Purefoy, Samantha Barks, Morfydd Clark                                          | Carnaby Film Sales & Distribution Based on the life of Wolfgang Amadeus Mozart (Co-produced by Czech Republic)                                           | Biographical-drama              | [ 28 ] |
| M A Y         | 11       | The Killing of a Sacred Deer     | Directors: Yorgos Lanthimos Cast: Colin Farrell, Nicole Kidman, Barry Keoghan, Raffey Cassidy, Sunny Suljic                             | Curzon Artificial Eye Based on Iphigenia at Aulis by Euripides (Co-produced by Ireland)                                                                  | Psychological horror            | [ 29 ] |
| M A Y         | 12       | Jawbone                          | Directors: Thomas Q. Napper Cast: Johnny Harris, Ray Winstone, Ian McShane, Michael Smiley                                              | Vertigo Films | Drama                           | [ 30 ] |
| M A Y         | 19       | A Prayer Before Dawn             | Directors: Jean-Stéphane Sauvaire Cast: Joe Cole, Vithaya Pansringar, Panya Yimmumphai                                                  | Altitude Film Distribution Based on A Prayer Before Dawn by Billy Moore, and on the life of Billy Moore (Co-produced by China, France and United States) | Biographical action             | [ 31 ] |
| M A Y         | 21       | How to Talk to Girls at Parties  | Directors: John Cameron Mitchell Cast: Elle Fanning, Alex Sharp, Nicole Kidman, Ruth Wilson, Matt Lucas                                 | StudioCanal UK Based on How to Talk to Girls at Parties by Neil Gaiman (Co-produced by United States)                                                    | Science-fiction Romantic comedy | [ 32 ] |
| M A Y         | 25       | I Am Not a Witch                 | Directors: Rungano Nyoni Cast: Maggie Mulubwa, Nellie Munamonga, Dyna Mufuni, Nancy Murilo                                              | Curzon Artificial Eye (Co-produced by France, Germany and Zambia)                                                                                        | Drama                           | [ 33 ] |
| M A Y         | 27       | You Were Never Really Here       | Directors: Lynne Ramsay Cast: Joaquin Phoenix, Ekaterina Samsonov, Alex Manette, John Doman, Judith Roberts                             | StudioCanal Based on You Were Never Really Here by Jonathan Ames (Co-produced by France and United States)                                               | Thriller                        | [ 34 ] |
| J U N E       | 9        | My Cousin Rachel                 | Regizor: Roger Michell Cast: Rachel Weisz, Sam Claflin, Iain Glen, Holliday Grainger                                                    | Fox Searchlight Pictures Based on My Cousin Rachel by Daphne du Maurier (Co-produced by United States)                                                   | Romantic drama                  | [ 35 ] |
| J U N E       | 9        | My Name Is Lenny                 | Regizor: Ron Scalpello Cast: Josh Helman, Chanel Cresswell, Michael Bisping, John Hurt                                                  | Lionsgate Based on the life of Lenny McLean | Sports drama                    | [ 36 ] |
| J U N E       | 12       | 47 Meters Down                   | Regizor: Johannes Roberts Cast: Claire Holt, Mandy Moore, Chris J. Johnson, Yani Gellman, Santiago Segura                               | eOne Films (Co-produced by United States) | Survival horror                 | [ 37 ] |
| J U N E       | 12       | Loving Vincent                   | Directors: Dorota Kobiela, Hugh Welchman Cast: Robert Gulaczyk, Douglas Booth, Jerome Flynn, Saoirse Ronan, Helen McCrory, Chris O'Dowd | Altitude Film Distribution Based on the life of Vincent Van Gogh (Co-produced by Poland and United States)                                               | Animated Biographical drama     | [ 38 ] |
| J U N E       | 19       | The Rizen                        | Regizor: Matt Mitchell Cast: Laura Swift, Sally Phillips, Tom Goodman-Hill, Julian Rhind-Tutt, Adrian Edmondson, Bruce Payne            | Uncork'd Entertainment | Horror                          | [ 39 ] |
| J U N E       | 22       | Modern Life Is Rubbish           | Regizor: Daniel Jerome Gill Cast: Josh Whitehouse, Freya Mavor, Tom Riley, Daisy Bevan, Ian Hart                                        | Based on short film Modern Life Is Rubbish by Daniel Jerome Gill                                                                                         | Romantic comedy                 | [ 40 ] |
| J U N E       | 22       | That Good Night                  | Regizor: Eric Styles Cast: John Hurt, Charles Dance, Sofia Helin, Max Brown, Erin Richards, Noah Jupe                                   | Trafalgar Releasing Based on That Good Night by N. J. Crisp                                                                                              | Drama                           | [ 41 ] |
| J U N E       | 23       | Hampstead                        | Regizor: Joel Hopkins Cast: Diane Keaton, Brendan Gleeson, Lesley Manville, Jason Watkins, James Norton, Phil Davis                     | Entertainment One Films | Drama                           | [ 42 ] |
| J U N E       | 24       | My Pure Land                     | Regizor: Sarmad Masud Cast: Suhaee Abro,Salman Ahmed Khan, Tanveer Hussain Syed, Razia Malik, Tayyab Ifzal, Eman Fatima                 | Bill Kenwright Films | Drama                           | [ 43 ] |

### Iulie – septembrie
| Premiera          | Premiera | Titlu                                     | Distribuție și echipa de producție | Detailii | Genre(s)                    | Ref.   |
| ----------------- | -------- | ----------------------------------------- | --- | --- | --------------------------- | ------ |
| I U L I E         | 1        | The Crucifixion                           | Regizor: Xavier Gens Cast: Sophie Cookson, Brittany Ashworth, Corneliu Ulici | Lionsgate Based on the Tanacu exorcism (Co-produced by Romania and United States) | Horror                      | [ 44 ] |
| I U L I E         | 2        | England Is Mine                           | Regizor: Mark Gill Cast: Jack Lowden, Jessica Brown Findlay, Laurie Kynaston, Adam Lawrence | GEM Entertainment Based on the life of Morissey | Biographical drama          | [ 45 ] |
| I U L I E         | 13       | Dunkirk                                   | Regizor: Christopher Nolan Cast: Fionn Whitehead, Harry Styles, Aneurin Barnard, James D'Arcy, Barry Keoghan, Kenneth Branagh, Cillian Murphy, Mark Rylance, Tom Hardy                          | Warner Bros. Pictures Based on the Dunkirk evacuation (Co-produced by France, Netherlands and United States)                                                                            | War Action thriller         | [ 46 ] |
| I U L I E         | 15       | Maze                                      | Regizor: Stephen Burke Cast: Tom Vaughan-Lawlor, Barry Ward | Lionsgate Films (Co-produced by Germany, Ireland and Sweden) | Crime drama                 | [ 47 ] |
| A U G U S T       | 4        | 6 Days                                    | Regizor: Toa Fraser Cast: Jamie Bell, Abbie Cornish, Mark Strong, Tim Pigott-Smith | Icon Film Distribution Based on the 1980 Iranian Embassy siege in London (Co-produced by New Zealand)                                                                                   | Biographical action         | [ 48 ] |
| A U G U S T       | 4        | Williams                                  | Regizor: Morgan Matthews Cast: Frank Williams | Curzon Artificial Eye | Documentary                 | [ 49 ] |
| A U G U S T       | 13       | Tulip Fever                               | Regizor: Justin Chadwick Cast: Alicia Vikander, Dane DeHaan, Zach Galifianakis, Jack O'Connell, Holliday Grainger, Judi Dench, Christoph Waltz, Cara Delevingne                                 | Worldview Entertainment Based on Tulip Fever by Deborah Moggach (Co-produced by United States)                                                                                          | Historical drama            |        |
| A U G U S T       | 31       | Pin Cushion                               | Regizor: Deborah Haywood Cast: Lily Newark, Joanna Scanlan, Isy Suttie | Munro Film Services | Drama                       | [ 50 ] |
| S E P T E M B E R | 1        | Darkest Hour                              | Regizor: Joe Wright Cast: Gary Oldman, Kristin Scott Thomas, Lily James, Stephen Dillane, Ronald Pickup, Ben Mendelsohn                                                                         | Focus Features Based on the life of Winston Churchill (Co-produced by United States) | Drama                       | [ 51 ] |
| S E P T E M B E R | 1        | Film Stars Don't Die in Liverpool         | Regizor: Paul McGuigan Cast: Annette Bening, Jamie Bell, Vanessa Redgrave, Julie Walters, Kenneth Cranham                                                                                       | Lionsgate Based on Film Stars Don't Die in Liverpool by Peter Turner (Co-produced by United States)                                                                                     | Biographical romantic drama | [ 52 ] |
| S E P T E M B E R | 1        | Lean on Pete                              | Regizor: Andrew Haigh Cast: Charlie Plummer, Chloë Sevigny, Travis Fimmel, Steve Buscemi | Curzon Artificial Eye Based on Lean on Pete by Willy Vlautin | Drama                       | [ 53 ] |
| S E P T E M B E R | 1        | Stratton                                  | Regizor: Simon West Cast: Dominic Cooper, Gemma Chan, Austin Stowell, Tyler Hoechlin, Tom Felton                                                                                                | Vertigo Releasing Based on the Stratton series by Duncan Falconer | Action thriller             | [ 54 ] |
| S E P T E M B E R | 2        | Battle of the Sexes                       | Directors: Jonathan Dayton, Valerie Faris Cast: Emma Stone, Steve Carell, Andrea Riseborough, Sarah Silverman, Bill Pullman, Alan Cumming, Elisabeth Shue, Austin Stowell, Eric Christian Olsen | Universal Pictures Loosely based on the 1973 tennis match between Billie Jean King and Bobby Riggs (Co-produced by United States)                                                       | Biographical Comedy-drama   | [ 55 ] |
| S E P T E M B E R | 3        | Victoria & Abdul                          | Regizor: Stephen Frears Cast: Judi Dench, Ali Fazal, Eddie Izzard, Adeel Akhtar, Paul Higgins, Michael Gambon, Olivia Williams                                                                  | Universal Pictures Based on the lives of Queen Victoria and Abdul Karim, and Victoria & Abdul by Shrabani Basu                                                                          | Biographical comedy-drama   | [ 56 ] |
| S E P T E M B E R | 4        | Three Billboards Outside Ebbing, Missouri | Regizor: Martin McDonagh Cast: Frances McDormand, Woody Harrelson, Sam Rockwell, Caleb Landry Jones, John Hawkes, Peter Dinklage                                                                | Fox Searchlight Pictures (Co-produced by United States) | Drama                       | [ 57 ] |
| S E P T E M B E R | 7        | Dark River                                | Regizor: Clio Barnard Cast: Ruth Wilson, Mark Stanley, Sean Bean | Arrow Films | Drama                       | [ 58 ] |
| S E P T E M B E R | 7        | The Hungry                                | Regizor: Bornila Chatterjee Cast: Naseeruddin Shah, Tisca Chopra, Antonio Aakeel, Neeraj Kabi, Sayani Gupta, Arjun Gupta, Suraj Sharma, Jayant Kripalani                                        | Based on Titus Andronicus by William Shakespeare (Co-produced by India) | Drama                       | [ 59 ] |
| S E P T E M B E R | 7        | On Chesil Beach                           | Regizor: Dominic Cooke Cast: Saoirse Ronan, Billy Howle, Emily Watson, Anne-Marie Duff, Samuel West, Adrian Scarborough                                                                         | Lionsgate Based on On Chesil Beach by Ian McEwan | Drama                       | [ 60 ] |
| S E P T E M B E R | 8        | Apostasy                                  | Regizor: Daniel Kokotajlo Cast: Siobhan Finneran, Robert Emms, Sacha Parkinson, Steve Evets, Jessica Baglow                                                                                     | | Drama                       | [ 61 ] |
| S E P T E M B E R | 8        | The Death of Stalin                       | Regizor: Armando Iannucci Cast: Steve Buscemi, Simon Russell Beale, Jason Isaacs, Michael Palin, Andrea Riseborough, Jeffrey Tambor, Rupert Friend                                              | eOne Films Based on La mort de Staline by fr and fr (Co-produced by Belgium and France)                                                                                                 | Political satire            | [ 62 ] |
| S E P T E M B E R | 8        | The Escape                                | Regizor: Dominic Savage Cast: Gemma Arterton, Dominic Cooper, Frances Barber, Marthe Keller, Jalil Lespert                                                                                      | IFC Films | Drama                       | [ 63 ] |
| S E P T E M B E R | 8        | Gun Shy                                   | Regizor: Simon West Cast: Antonio Banderas, Olga Kurylenko | Saban Films | Action-Comedy               | [ 64 ] |
| S E P T E M B E R | 8        | Journey's End                             | Regizor: Saul Dibb Cast: Sam Claflin, Asa Butterfield, Paul Bettany, Tom Sturridge, Toby Jones                                                                                                  | Lionsgate Based on Journey's End by R. C. Sherriff | War                         | [ 65 ] |
| S E P T E M B E R | 8        | The Ritual                                | Regizor: David Bruckner Cast: Rafe Spall, Arsher Ali, Robert James-Collier, Sam Troughton | eOne Films Based on The Ritual by Adam Nevill | Horror                      | [ 66 ] |
| S E P T E M B E R | 9        | Beast                                     | Regizor: Michael Pearce Cast: Jessie Buckley, Johnny Flynn, Geraldine James | Altitude Film Entertainment | Psychological thriller      | [ 67 ] |
| S E P T E M B E R | 9        | The Children Act                          | Regizor: Richard Eyre Cast: Emma Thompson, Stanley Tucci, Fionn Whitehead, Ben Chaplin, Eileen Walsh                                                                                            | FilmNation Based on The Children Act by Ian McEwan | Drama                       | [ 68 ] |
| S E P T E M B E R | 9        | I Kill Giants                             | Regizor: Anders Walter Cast: Madison Wolfe, Imogen Poots, Sydney Wade, Rory Jackson, Zoe Saldana                                                                                                | RLJE Films Based on I Kill Giants by Kelly and Ken Niimura (Co-produced by Belgium, China and United States)                                                                            | Fantasy thriller            | [ 69 ] |
| S E P T E M B E R | 9        | Mary Shelley                              | Regizor: Haifaa al-Mansour Cast: Elle Fanning, Douglas Booth, Bel Powley, Ben Hardy, Tom Sturridge, Maisie Williams, Stephen Dillane, Joanne Froggatt                                           | IFC Films Based on the life of Mary Shelley (Co-produced by Australia, Ireland, Luxembourg and United States)                                                                           | Romantic                    | [ 70 ] |
| S E P T E M B E R | 10       | Disobedience                              | Regizor: Sebastián Lelio Cast: Rachel Weisz, Rachel McAdams, Alessandro Nivola, Anton Lesser | Curzon Artificial Eye Based on Disobedience by Naomi Alderman (Co-produced by Ireland and United States)                                                                                | Drama                       | [ 71 ] |
| S E P T E M B E R | 10       | Woman Walks Ahead                         | Regizor: Susanna White Cast: Jessica Chastain, Michael Greyeyes, Sam Rockwell, Ciarán Hinds, Chaske Spencer, Bill Camp                                                                          | Based on the life of Caroline Weldon (Co-produced by United States) | Biographical drama          |        |
| S E P T E M B E R | 11       | Breathe                                   | Regizor: Andy Serkis Cast: Andrew Garfield, Claire Foy, Tom Hollander, Hugh Bonneville | STXinternational Based on the life of Robin Cavendish | Biographical drama          | [ 72 ] |
| S E P T E M B E R | 12       | The Wife                                  | Regizor: Björn Runge Cast: Glenn Close, Jonathan Pryce, Christian Slater, Annie Starke, Max Irons, Elizabeth McGovern, Harry Lloyd                                                              | GEM Entertainment Based on The Wife by Meg Wolitzer (Co-produced by Sweden and United States)                                                                                           | Drama                       | [ 73 ] |
| S E P T E M B E R | 15       | Crowhurst                                 | Regizor: Simon Rumley Cast: Justin Salinger, Amy Loughton, Edwin Flay, Glyn Dilley, Christopher Hale                                                                                            | StudioCanal Based on the life of Donald Crowhurst | Drama                       | [ 74 ] |
| S E P T E M B E R | 18       | Kingsman: The Golden Circle               | Regizor: Matthew Vaughn Cast: Colin Firth, Julianne Moore, Taron Egerton, Mark Strong, Halle Berry, Elton John, Channing Tatum, Jeff Bridges                                                    | 20th Century Fox Based on characters by Jane Goldman and Matthew Vaughn, Kingsman by Mark Millar and Dave Gibbons Sequel to Kingsman: The Secret Service (Co-produced by United States) | Spy comedy                  | [ 75 ] |
| S E P T E M B E R | 20       | Goodbye Christopher Robin                 | Regizor: Simon Curtis Cast: Domhnall Gleeson, Margot Robbie, Kelly Macdonald, Will Tilston, Alex Lawther                                                                                        | 20th Century Fox Based on the life of A. A. Milne | Biographical drama          | [ 76 ] |
| S E P T E M B E R | 22       | Anna and the Apocalypse                   | Regizor: John McPhail Ella Hunt, Malcolm Cumming, Sarah Swire, Christopher Leveaux, Ben Wiggins, Marli Siu, Mark Benton                                                                         | Vertigo Releasing | Christmas Horror-musical    | [ 77 ] |
| S E P T E M B E R | 24       | The Foreigner                             | Regizor: Martin Campbell Cast: Jackie Chan, Pierce Brosnan, Michael McElhatton, Charlie Murphy, Orla Brady, Katie Leung, Ray Fearon, Dermot Crowley, Rory Fleck-Byrne                           | 20th Century Fox Based on The Chinaman by Stephen Leather (Co-produced by China) | Action thriller             | [ 78 ] |

### Octombrie – decembrie
| Premiera          | Premiera | Titlu                        | Distribuție și echipa de producție | Detailii | Genre(s)                    | Ref.   |
| ----------------- | -------- | ---------------------------- | --- | --- | --------------------------- | ------ |
| O C T O M B R I E | 3        | Blade Runner 2049            | Regizor: Denis Villeneuve Cast: Ryan Gosling, Harrison Ford, Ana de Armas, Sylvia Hoeks, Robin Wright, Jared Leto, Carla Juri, Mackenzie Davis                                                                             | Sony Pictures Releasing Sequel to Blade Runner (Co-produced by Canada, Hungary and United States)                                                              | Neo-noir Sci-fi             | [ 79 ] |
| O C T O M B R I E | 5        | Ghost Stories                | Directors: Andy Nyman, Jeremy Dyson Cast: Andy Nyman, Martin Freeman, Alex Lawther, Nicholas Burns, Jill Halfpenny | Lionsgate Films Based on Ghost Stories by Andy Nyman and Jeremy Dyson                                                                                          | Horror                      | [ 80 ] |
| O C T O M B R I E | 6        | A Moment in the Reeds        | Regizor: Mikko Mäkelä Cast: Janne Puustinen, Boodi Kabbani, Mika Melender, Virpi Rautsiala | Peccadillo Pictures (Co-produced by Finland) | Romantic drama              | [ 81 ] |
| O C T O M B R I E | 7        | The Snowman                  | Regizor: Tomas Alfredson Cast: Michael Fassbender, Rebecca Ferguson, Charlotte Gainsbourg, Val Kilmer, J. K. Simmons | Universal Pictures Based on The Snowman by Jo Nesbø | Crime thriller              | [ 82 ] |
| O C T O M B R I E | 9        | Funny Cow                    | Regizor: Adrian Shergold Cast: Maxine Peake, Stephen Graham, Paddy Considine, Tony Pitts, Alun Armstrong, Lindsey Coulson                                                                                                  | Entertainment One | Comedy-drama                | [ 83 ] |
| O C T O M B R I E | 12       | Jouneyman                    | Regizor: Paddy Considine Cast: Paddy Considine, Jodie Whittaker, Anthony Welsh | StudioCanal UK | Drama                       | [ 84 ] |
| O C T O M B R I E | 13       | The Forgiven                 | Regizor: Roland Joffé Cast: Forest Whitaker, Eric Bana, Jeff Gum | GEM Entertainment Based on The Archbishop and the Antichrist by Michael Ashton (Co-produced by South Africa)                                                   | Drama                       | [ 85 ] |
| O C T O M B R I E | 21       | The Bookshop                 | Regizor: Isabel Coixet Cast: Emily Mortimer, Patricia Clarkson, Bill Nighy, Honor Kneafsey, James Lance | Celsius Entertainment Based on The Bookshop by Penelope Fitzgerald (Co-produced by Germany and Spain)                                                          | Drama                       | [ 86 ] |
| O C T O M B R I E | 31       | Crooked House                | Regizor: Gilles Paquet-Brenner Cast: Glenn Close, Terence Stamp, Max Irons, Stefanie Martini, Julian Sands, Honor Kneafsey, Christian McKay, Amanda Abbington, Gillian Anderson, Christina Hendricks                       | Sony Pictures Based on Crooked House by Agatha Christie | Mystery                     | [ 87 ] |
| N O I E M B R I E | 2        | Murder on the Orient Express | Directors: Kenneth Branagh Cast: Kenneth Branagh, Daisy Ridley, Josh Gad, Derek Jacobi, Leslie Odom Jr., Tom Bateman, Penélope Cruz, Willem Dafoe, Judi Dench, Michelle Pfeiffer, Olivia Colman, Lucy Boynton, Johnny Depp | 20th Century Fox Based on Murder on the Orient Express by Agatha Christie (Co-produced by Malt and United States)                                              | Mystery drama               | [ 88 ] |
| N O I E M B R I E | 5        | Paddington 2                 | Directors: Paul King Cast: Ben Whishaw, Hugh Bonneville, Sally Hawkins, Brendan Gleeson, Julie Walters, Jim Broadbent, Peter Capaldi, Hugh Grant                                                                           | StudioCanal Based on the character Paddington Bear, and sequel to Paddington                                                                                   | Live-action animated comedy | [ 89 ] |
| N O I E M B R I E | 19       | Time Trial                   | Directors: Finlay Pretsell Cast: David Millar | Based on David Millar's professional cycling career | Documentary                 | [ 90 ] |
| N O I E M B R I E | 24       | Finding Your Feet            | Directors: Richard Loncraine Cast: Imelda Staunton, Timothy Spall, Celia Imrie, Joanna Lumley, David Hayman, John Sessions, Josie Lawrence                                                                                 | Entertainment One (Co-produced by Australia, Canada and United States)                                                                                         | Romantic Comedy-drama       | [ 91 ] |
| N O I E M B R I E | 28       | The Mercy                    | Regizor: James Marsh Cast: Colin Firth, Rachel Weisz, David Thewlis, Ken Stott | StudioCanal Based on the life of Donald Crowhurst | Drama                       | [ 92 ] |
| D E C E M B R I E | 7        | Dark Ascension               | Regizor: Gene Fallaize Cast: Bruce Campbell, Tara Reid, Sean Young, Paul Blackthorne, Brian Blessed, Jillian Murray, Mackenzie Crook                                                                                       | | Action-fantasy              | [ 93 ] |
| D E C E M B R I E | 15       | You, Me and Him              | Regizor: Daisy Aitkens Cast: David Tennant, Lucy Punch, Faye Marsay, David Warner, Sarah Parish, Christian Brassington, Gemma Jones, Nina Sosanya, Simon Bird, Sally Phillips, Peter Davison                               | | Comedy                      | [ 94 ] |
| D E C E M B R I E | 18       | All the Money in the World   | Regizor: Ridley Scott Cast: Michelle Williams, Christopher Plummer, Mark Wahlberg, Romain Duris, Charlie Plummer | TriStar Pictures Based on Painfully Rich: The Outrageous Fortunes and Misfortunes of the Heirs of J. Paul Getty by John Pearson (Co-produced by United States) | Crime thriller              | [ 95 ] |